# Michael Zaidan
 (décembre 2019).
Si vous disposez d'ouvrages ou d'articles de référence ou si vous connaissez des sites web de qualité traitant du thème abordé ici, merci de compléter l'article en donnant les références utiles à sa vérifiabilité et en les liant à la section « Notes et références ».
Michael Zaidan est un réalisateur et scénariste américain pour le cinéma.

## Filmographie
comme scénariste
- 1998 : A Short Wait Between Trains de Rick Wilkinson
- 1998 : The Last Tzaddik de Michael Zaidan
- 2002 : Extreme Ops (The Extremist)[1] de Christian Duguay

comme réalisateur
- 1998 : The Last Tzaddik
- 2006 : A.W.O.L., de Jack Swanstrom et Michael Zaidan

## Récompenses
- 1999 : Meilleur Film d'Étudiant aux Viewer's Choice Awards pour The Last Tzaddik